# Сайрам
Сайрам (каз. Сайрам) — бывшее село одноимённого района Туркестанской области, ставшее в 2014 году жилым массивом города Шымкента в составе Каратауского административного района . Расположен на реке Сайрам-Су.

## История
Сайрам — город с богатой древней историей, здесь было возведено несколько средневековых памятников.

### Средневековая история
Пока на территории старого Сайрама археологам не удалось обнаружить культурных слоёв ранее IX века.
Ряд исследователей (В. В. Бартольд, П. П. Иванов, Г. И. Пацевич, К. М. Байпаков) считают, что городище на территории современного Сайрама соответствует древнему городу Испиджаб (Исфиджаб). Ныне это название носит другой населённый пункт Сайрамского района — село Исфиджаб. Другие исследователи (М. Е. Массон, А. Н. Бернштам, Е. И. Агеева) локализуют Испиджаб на других городищах региона.
Новейшие раскопки казахских археологов, проведенные под руководством директора Института археологии Казахстана Б. А. Байтанаева, показали, что городище Сайрам соответствует средневековому Исфиджабу (Испиджаб). Территория средневекового города, по результатам стратиграфических раскопов, имела протяжённость в широтном направлении около 10 км и соответствовала полностью современной территории поселка Сайрам.
Исфиджаб был крупным торговым городом на Великом Шёлковом Пути. Первое упоминание о Исфиджабе появилось в географическом труде китайского автора Сюаньцзана в 629 году.
В 893 году Исфиджаб был включен в состав государства Саманидов.
Древнейшая исфиджабская мусульманская монета была выпущена в 919/20 году с именем местного династа Ахмада б. Матта.
Саманиды в 995—996 годах имели в Исфиджабе монетный двор и выпускали свои монеты, а в 998/99 году выпускались дирхамы двух типов — сперва с упоминанием местного правителя из династии Маттидов, затем саманидские, а позже были выбиты маттидские дирхамы.
В 990 году он перешел в руки династии Караханидов и оставался в составе их государства до прихода каракитаев в 1141 году.
Караханиды создали здесь монетный двор и выпускали свои монеты, на дирхамах 1013—14 1016—17 г. появляется второе название Исфиджаба — Мадинат ал-Байда или Мадинат ал-Байза (буквально «Белый город»).
В рассказе о событиях X века арабский географ Ибн Хаукаль писал о Исфиджабе:

 Исфиджаб — город приблизительно в три раза меньший, чем Бинкет — содержит в себе шахристан, цитадель и рабад, Цитадель лежит в развалинах и обитаемы лишь шахристан и рабад. Вокруг шахристана идет стена, равно и вокруг рабада, причем окружность стены равна одному фарсаху. В рабаде расположены сады и проведены оросительные каналы. Городские строения из глины. Сам город расположен в равнине, и между ним и ближайшими горами — пространство приблизительно в 3 фарсаха. В шахристане имеется четверо ворот. Одни из них известны под названием Нуджекетских, другие — Ферганские, Севакратские и Бухарские. Все базары расположены в шахристане и рабаде, а дворец правителя, тюрьма и соборная мечеть — в шахристане. Исфиджаб — город цветущий и обильный урожаями.
— Труды Среднеазиатского Государственного университета им. В.И. Ленина. Археология Средней Азии. выпуск IV. Ташкент. 1957. С.24-25
По данным Махмуда Кашгари, в XI веке жители Сайрам-Исфиджаба говорили на двух языках: по-тюркски и по-согдийски.
С XIII века город известен под названием Сайрам. Исторический центр Сайрама является памятником градостроительной культуры Средней Азии IX—XIX веков.
Сайрам — место рождения суфия Ходжи Ахмеда Ясави.  Именно в Сайраме похоронен отец Ходжи Ахмеда Ясави – Ибрагим-ата, здесь же покоится прах его матери – Карашаш-ана. Здесь же находится архитектурный памятник — Мавзолей Абдул-Азиз-Баба.
В 1220 году, несмотря на упорное сопротивление, был захвачен монгольскими войсками и стал частью империи Чингисхана.
В 1223 году недалеко от Сайрама старший сын Чингисхана Джучи встретился с отцом и братьями. Они устроили курултай, состоялась грандиозная облавная охота с участием всех царевичей. Лето 1223 года они провели все вместе в тех пределах.
В 1224—1340-х годах входил в состав Чагатайского улуса.
Во второй половине XIV века Сайрам стал частью империи Тамерлана. Перед походом на Китай в 1404 году он пожаловал Сайрам и окрестные районы своему внуку Мирзо Улугбеку.
В 1460 году с помощью кочевых узбеков Сайрам захватил внук Мирзо Улугбека Мухаммад Джуки, но позже потерпел поражение от тимурида Абу Саида.
Определенное время Сайрам принадлежал тимуридам, например, тимуриду Султан Ахмеду мирзе, а затем его брату, отцу тимурида Бабура — Умар шайху.

### Позднесредневековая история
В 1503 году Шейбани-хан присоединил к своему государству Сайрам.
В 1513 году под власть казахского хана Касыма перешел самый крупный город Присырдарьи — Сайрам.
В 1550-е годы шибанид Науруз Ахмед-хан приказал построить Мавзолей Абдул-Азиз-Баба в Сайраме.
В 1588—1598 годах Сайрам был в руках шибанида Пайанды Мухаммад-султана, но в 1598 году он был убит.
С 1598 года по 1784 год был в составе Казахского ханства.
Историк Мирза Мухаммад Хайдар считал, что «Сайрам, который в старинных книгах назван Исфиджаб».
В рассказе о событиях 1582 года историограф шибанида Абдулахана II Хафиз-и Таныш Бухари писал о Сайраме:

 Сайрам, который в исторических сочинениях пишется Испиджаб, был крепостью, укрепленной до такой степени, что мысль была бессильной представить себе [возможность] завоевать ее и сила воображения была приведена в смущение, и [нельзя было] даже мечтать об овладении ею.
— Материалы по истории казахских ханств XV-XVIIIвв. (извлечения из персидских и тюркских сочинений). Алма-ата. 1969. С. 264
Молла Муса бин Молла Айса писал: «Люди Сайрама [делятся на] три племени, то есть на три рода: род ходжей, шахский род и эмирский род… те, которые называются шахским родом, доводят свою родословную до древних государей-кейнанидов и до таджикских шахов. Что же касается эмирского рода, то их родословная достигает прежде правивших эмиров и визирей. Но род ходжей доказывает своё высокое происхождение, гордится и возвеличивает себя, говоря: „Мы — алиды, то есть мы из сыновей и потомков рода Али — да почтит Аллах лик его“».
В 1636 году войска аштарханида Имамкулихана во главе с Ялангтуш-бием совершили поход на Сайрам.
Сайрам долгое время был торговым центром, в XVII веке он стал важным пунктом на «Оружейном пути», по которому из Бухары шло снабжение вооружением Джунгарского ханства, ведшего непрерывные войны. В 1682 году Сайрам был захвачен джунгарами. После того как в 1683 году был восставшими был уничтожен джунгарский гарнизон, в 1684 году джунгары вновь захватили город, большинство ремесленников из Сайрама и окружающих городов джунгары угнали с собой в Джунгарию.
В 1723 году в ходе войны с Казахским ханством джунгары во главе с полководцем Цевана Рабдана — Лоузан-Шоно вновь захватили Сайрам.
Сайрам утратил городские функции после того, как к 1759 году Китай разгромил Джунгарское ханство и «Оружейный путь» прекратил своё существование. Направления основных торговых путей бухарских купцов переориентировалось на торговлю с Россией и с этого времени миновали Сайрам. С начала XIX века быстрый рост Чимкента (современный Шымкент), к которому перешли функции главного торгового центра региона, привёл к запустению Сайрама и утрате им городских функций.
В пособии по географии 1781 года Сайрам упоминается как город.

### Новое время
В 1784—1809 годах Сайрам входил в состав государства ташкентского правителя Мухаммада Юнусходжи.
Кокандский хан Алим-хан в 1809 году захватил Сайрам. С 1809 по 1864 годы Сайрам находился в составе Кокандского ханства.
В 1821 году казахский султан Тентек-торе возглавил восстание против Кокандского ханства. Войска повстанцев взяли штурмом Сайрам и Чимкент, однако из Коканда прибыли крупные силы, которые после нескольких сражений подавили восстание.

### В составе Российской империи
В 1864 году Сайрам российские историки называли городом.
В 1864 году Сайрам был присоединён к Российской империи, в 1865 году формально вошёл в состав России в составе вновь образованной Туркестанской области, входившей в состав Оренбургского генерал-губернаторства. С 1867 года в составе вновь созданной Сырдарьинской области Туркестанского генерал-губернаторства. С 1868 года — в составе Чимкентского уезда. В период российского правления Сайрам статуса города не имел.
Известный советский востоковед М. Е. Массон указывал на то, что в прошлом Сайрам был городом с «многовековым прошлым», современное ему состояние населённого пункта он характеризовал как «кишлак».

### Советский период
Первым главой Среднеазиатского духовного управления мусульман Средней Азии в 1943 году был избран Ишан Бабахан, а затем его сын Зияуддин Бабаханов, которые были выходцами из семьи Йасавийских шейхов, живших в округе средневекового Сайрама.

## Население
Коренное и основное население Сайрама узбеки, также проживают казахи и другие.
Согласно переписи 1999 года население села составляло 25 408 человек, а по переписи 2009 года уже 32 757 чел..

## Известные уроженцы, жители
Исмаилов, Бахтияр Рашидович — казахский учёный, доктор технических наук (2002), профессор (2003).

## Социальная структура
В Сайраме есть 10 общеобразовательных, 1 основная средняя школа, 1 школа-лицей, специальная школа и 2 колледжа. Также есть государственный Областной Узбекский драматический театр, который работает с 2003 года. В краеведческом музее Сайрама есть много различных экспонатов средних веков.
- Общая средняя школа № 71
- Общая средняя школа № 91.
- Общая средняя школа № 92.
- Общая средняя школа № 104 им. Е. Юсупова
- Школа-лицей № 107 им Ю. Сареми.
- Общая средняя школа № 108 им. Хамзы.
- Общая средняя школа № 109 им. Атои.
- Общая средняя школа № 110 им. З. Хусанова.
- Общая средняя школа № 111 им. М. Мамедова.
- Основная средняя школа № 112 им. Б. Садыкова.
- Общая средняя школа № 113 им Ал-Фараби.
- Общая средняя школа № 114 им. Сайрам
- ГККП Колледж №10
- КГУ "Специальный комплекс "Сайрамская вспомогательная школа-интернат-колледж"
- Медицинский колледж "Сайрам"

Издаётся детская республиканская газета на узбекском языке — «Болажон».

## Происшествия
25 декабря 2012 года вблизи села Сайрам потерпел катастрофу самолёт Ан-72 пограничной службы КНБ РК; погибли все 27 человек, находившиеся на борту.

## Галерея

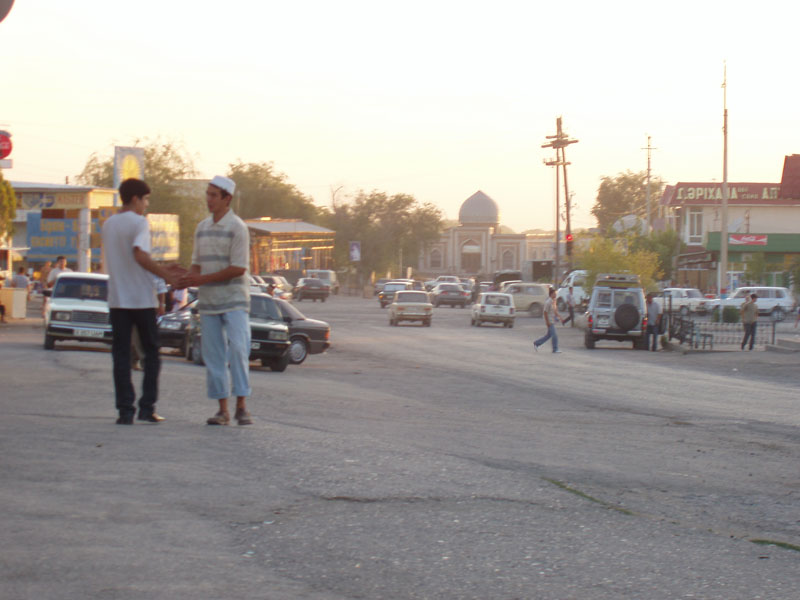
В центре Сайрама, Казахстан. Он показывает перекрёсток в центре города, полный трафика в летний день. Вдали видны купола, расположенные в пятничной мечети города, и различные мавзолеи.
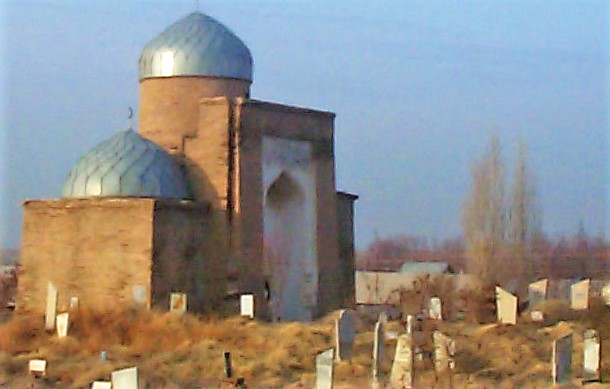
Триумфальный мавзолей Абд аль-Азиз-Баба и Сейт Кожахан-ата, первоначально построенный по приказу Тамерлана
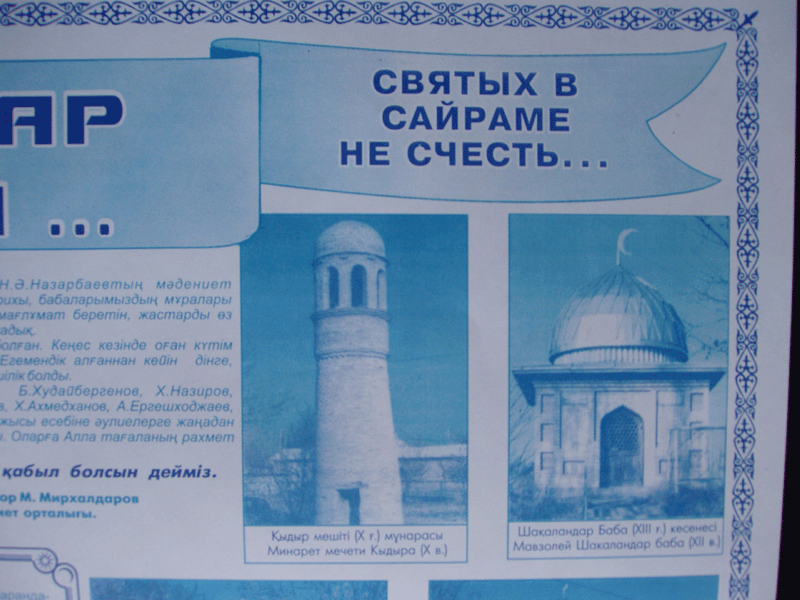
Минарет Сайрама
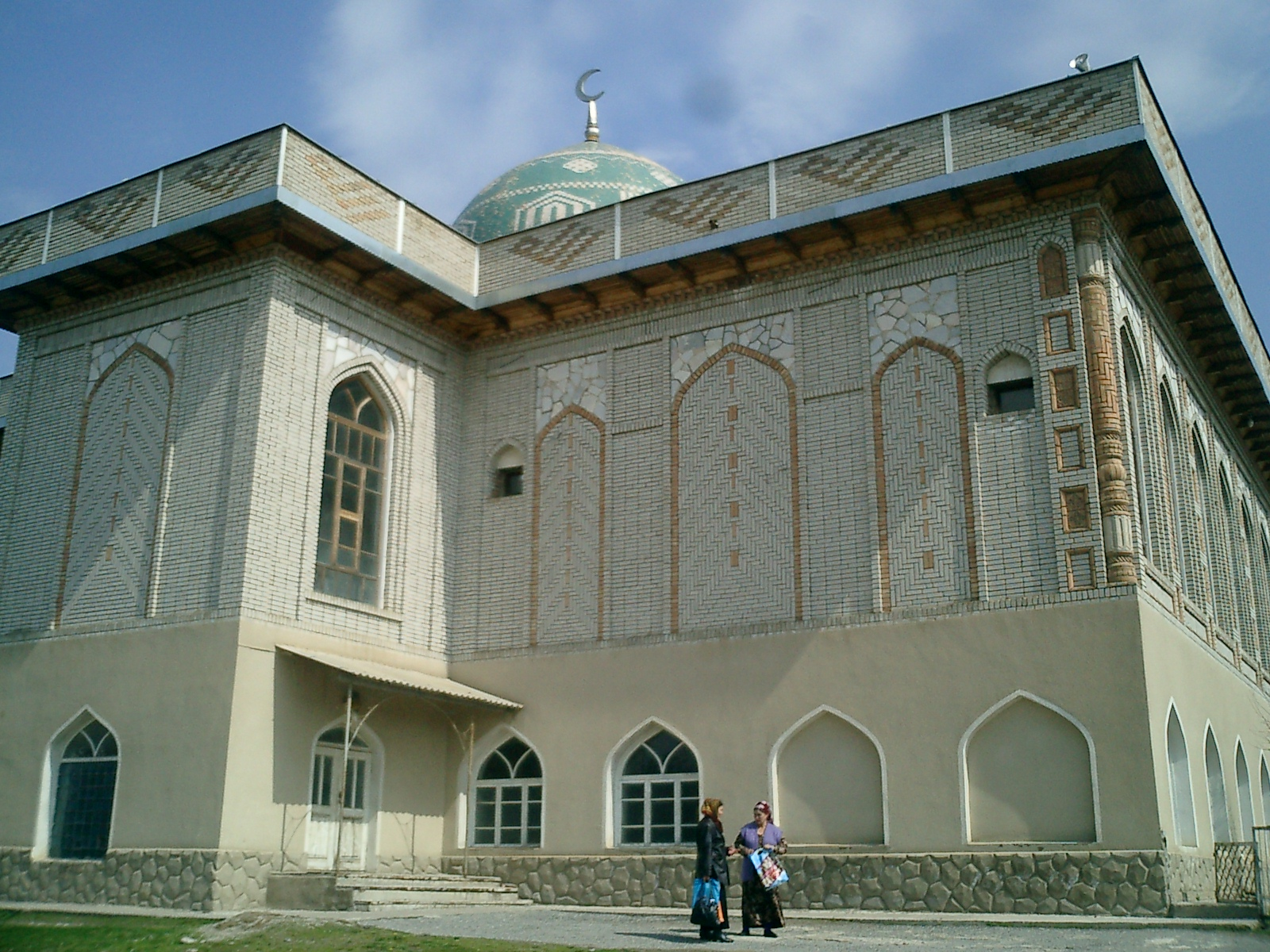
Пятничная мечеть Сайрама, построенная в последние десять лет пожертвованиями иностранных филантропов.
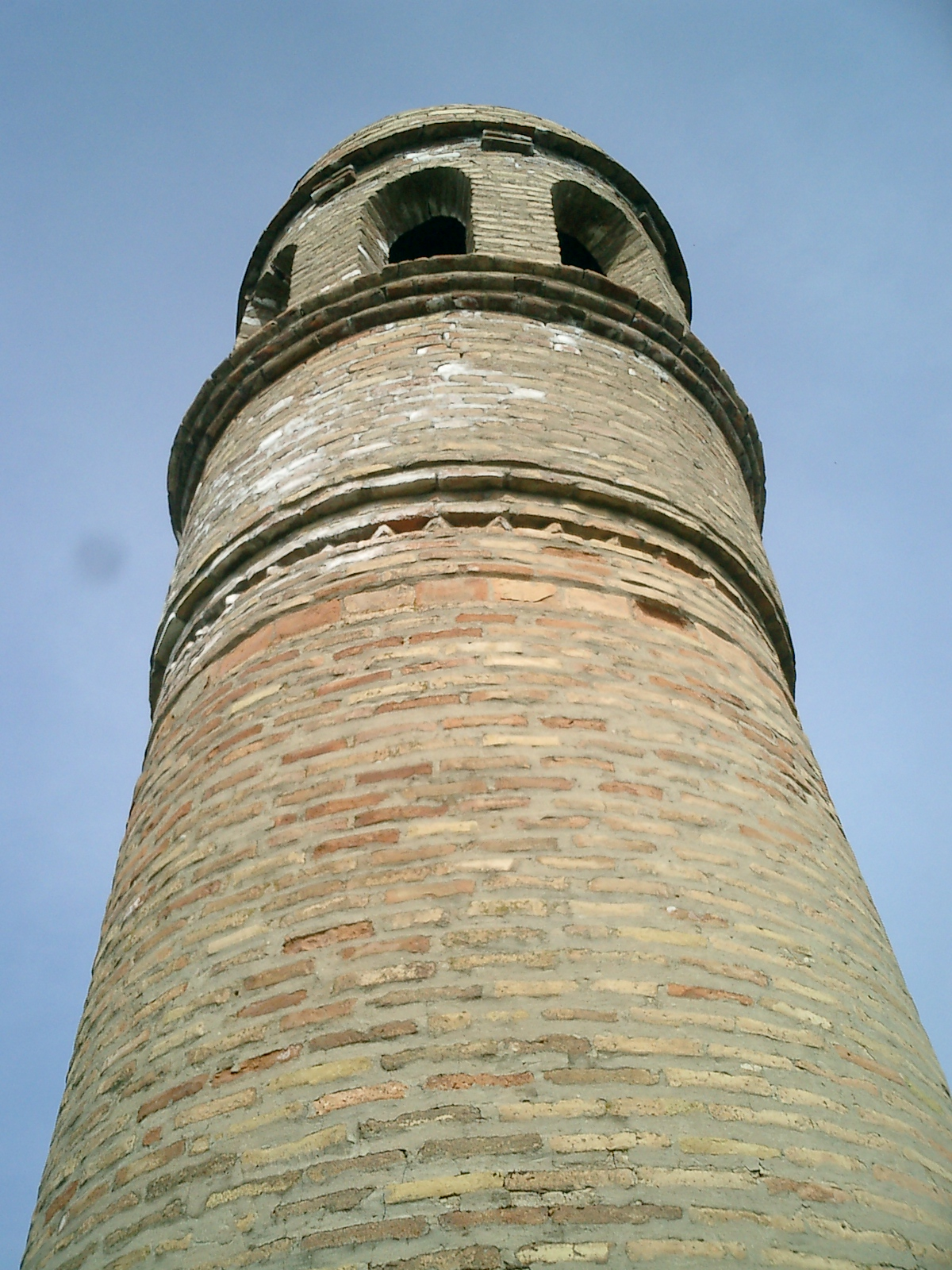
Минарет в мечети Кыдыр, X век. Примерно 45 футов (15 метров) высоты.
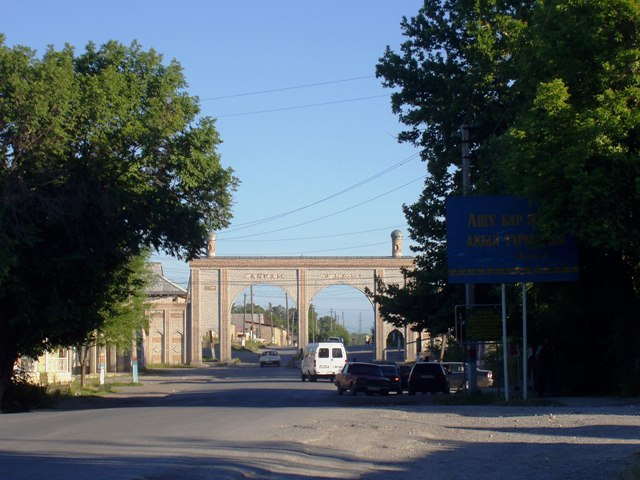
На въездной арке наименование Сайрама на кириллице и арабице.
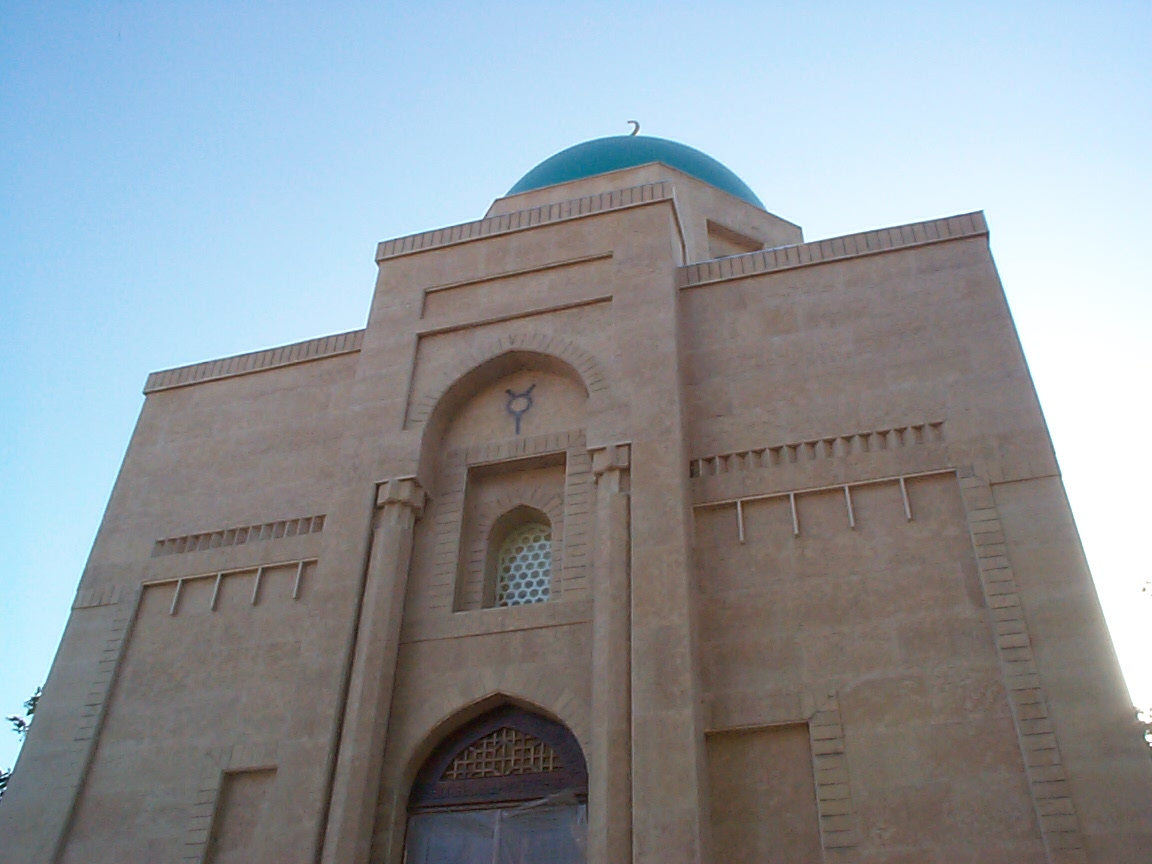
Новейший мавзолей в Сайраме сегодня был построен и закончен в 2005 году для Ботбай-Ата.
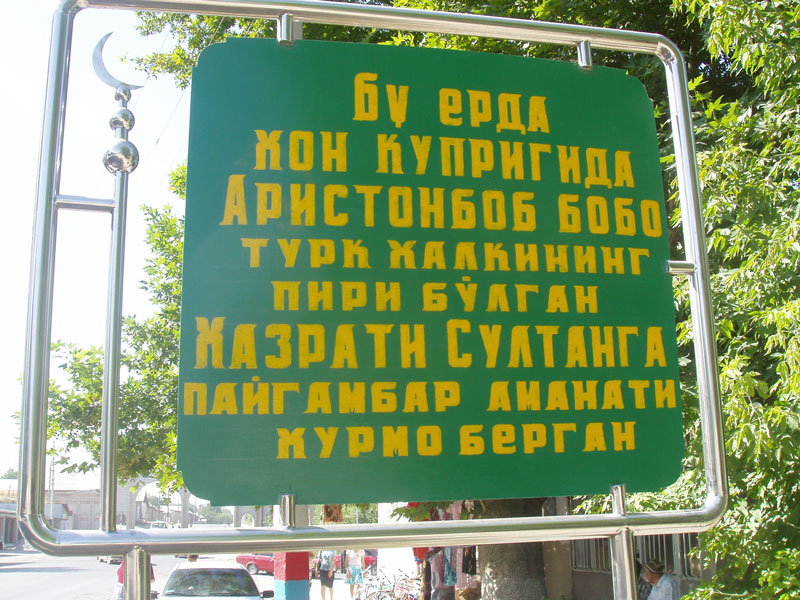
Придорожная надпись в Сайраме (на узбекском) «Здесь на этом ханском мосту Арыстан баб передал святому тюркского народа Хазрет Султану аманат пророка на хранение»